# Before It's Too Late
『Before It's Too Late』 (ビフォア・イッツ・トゥー・レイト) は、日本のロックバンド・THE ORAL CIGARETTESの初となるベスト・アルバム。2019年8月28日にA-Sketchより発売された。

## 概要
- 前作 『Kisses and Kills』から約1年2か月ぶりのアルバム。初のベストアルバムで、DISC 1にはこれまで発表してきたシングル曲を中心とした20曲、DISC 2にはメンバー選曲による19曲を収録[2]。なお、#14の 「ハロウィンの余韻」 から#19の 「LOVE」までは 「Redone Version」 と銘打たれたリアレンジ・バージョンでの収録。
- 本作は数量限定プレミアムBOX、初回盤 A・B、通常盤の4種類でリリースされ、数量限定プレミアムBOX、初回盤A・Bに付属するDVD (初回盤BはBlu-ray) には2019年3月17日に横浜アリーナにて行われた 「Kisses and Kills Tour 2018-2019 at 横浜アリーナ」のディレクターズカットを収録。

### チャート成績
- 2019年9月9日付オリコン週間アルバムランキングでは19,075枚を売り上げ、週間5位にランクインした。

## 収録曲

### DISC 1
1. mist…
2. Mr. ファントム
3. 起死回生STORY
4. 嫌い
5. STARGET
6. エイミー
7. カンタンナコト
8. 狂乱 Hey Kids!!
9. 気づけよBaby
10. A-E-U-I
11. DIP-BAP
12. CATCH ME
13. 5150
14. リコリス
15. Shala La
16. トナリアウ
17. ONE'S AGAIN
18. BLACK MEMORY
19. ReI
20. 容姿端麗な嘘

### DISC 2
1. 接触
2. GET BACK
3. モンスターエフェクト
4. See the lights
5. Uh…Man
6. 出会い街
7. ミステイル
8. N.I.R.A
9. 透明な雨宿り
10. Flower
11. エンドロール
12. 不透明な雪化粧
13. Everything
14. ハロウィンの余韻 (Redone Version)
15. WARWARWAR (Redone Version)
16. 僕は夢をみる (Redone Version)
17. LIPS (Redone Version)
18. マナーモード (Redone Version)
19. LOVE (Redone Version)

### DVD/Blu-ray (数量限定プレミアムBOX、初回限定盤A・B)
- Kisses and Kills Tour 2018-2019」at 横浜アリーナ（2019.03.17）ディレクターズカット